# Curt Liebich
Curt Liebich (né le 17 novembre 1868 à Wesel et mort le 12 décembre 1937 à Gutach) est un peintre, illustrateur et sculpteur allemand.

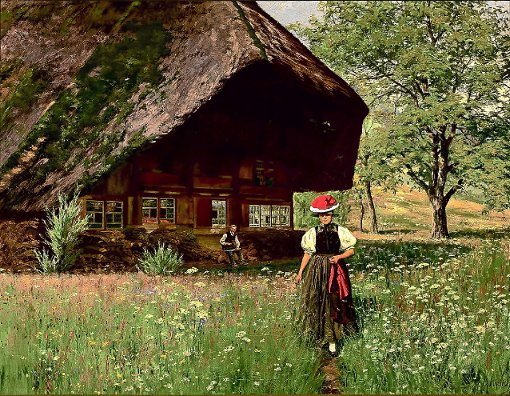
Laublehof (Liebich)

## Biographie
Après une formation initiale à Dresde, il a étudié à l'Université des arts de Berlin. À partir de 1890 il a étudié à l'École grand-ducale saxonne des arts de Weimar, où il a rencontré le peintre de la Forêt-Noire Wilhelm Hasemann. En 1896, il a épousé la sœur de celui-ci et s'est installé à Gutach, en Forêt-Noire, où il a fondé avec lui la colonie d'artistes locale.
Sa peinture est principalement consacrée à la vie rurale et villageoise dans la région de Gutach. Les cartes postales qu'il a illustrées ont contribué à rendre internationalement célèbre le Bollenhut (chapeau à pompons) et les fermes traditionnelles de la Forêt-Noire. Il a aussi dessiné des couvertures et des illustrations pour des livres, des journaux et pour de la publicité.
En 1923, Liebich a été fait citoyen d'honneur de Gutach. En 2005 a ouvert dans le village le Kunstmuseum (musée d'art) Hasemann-Liebich qui présente l'œuvre de ces deux peintres de la Forêt-Noire.

## Monuments aux morts créées par Curt Liebich

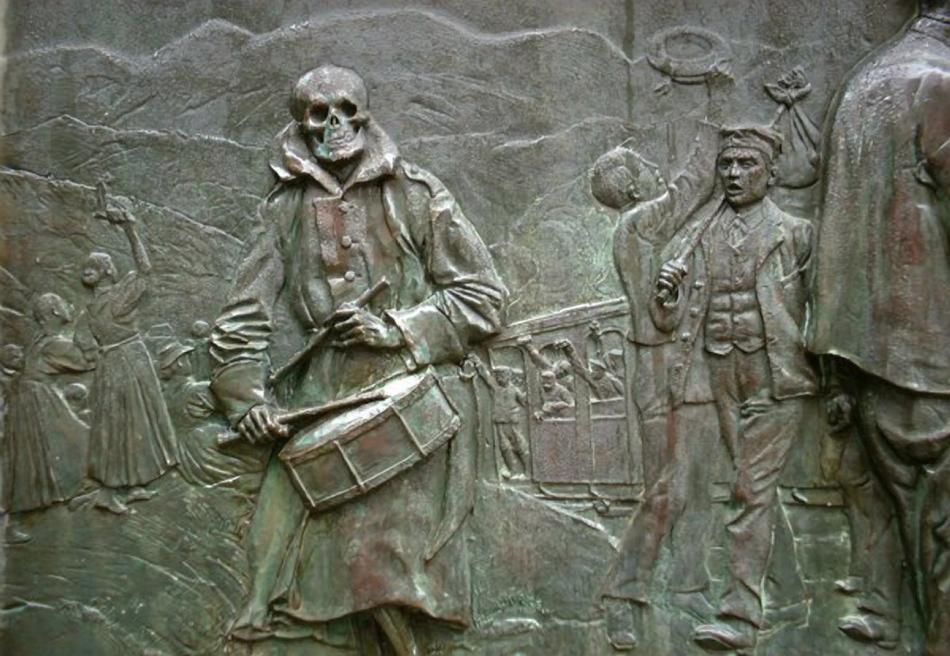
Bas-relief d'un monument aux morts créé par Liebich.

- Dunningen - monument aux morts 1914-18
- Gutach - monument aux morts 1914-18
- Laufenburg - monument aux morts 1914-18
- Meißenheim - monument aux morts 1914-18
- Reichenbach - monument aux morts 1914-18
- Rhina am Oberrhein (de) - monument aux morts 1914-18
- Schapbach - monument aux morts 1914-18